# إنريكو كولنغ
إنريكو كولنغ (بالألمانية: Enrico Kölling)‏ (مواليد 27 فبراير 1990) هو ملاكم ألماني، مثّل بلاده في الألعاب الأولمبية الصيفية 2012.

## روابط خارجية
إنريكو كولنغ على موقع بوكس ريك (الإنجليزية) (registration required)
- إنريكو كولنغ على موقع اللجنة الأولمبية الدولية (الإنجليزية)
- إنريكو كولنغ على موقع أوليمبيديا (الإنجليزية)
- إنريكو كولنغ على موقع اللجنة الأولمبية الألمانية (الألمانية)